# Pentland (cráter)
Pentlandes un cráter de impacto que se encuentra en la parte sur de la Luna, y que aparece en escorzo cuando se ve desde la Tierra. Alrededor de un diámetro del cráter al suroeste se halla el cráter más grande Curtius, y al noroeste se localiza Zach.
|  |

El borde de este cráter presenta algunas muestras de desgaste, con una depresión en el borde meridional donde está unido a un pequeño cráter en el exterior. La pared interior conserva cierta estructura, apareciendo secciones aterrazadas en el lado noreste. El suelo interior es nivelado, con una elevación central alargada en el punto medio. Salvo por estos detalles y por unos cráteres diminutos, el suelo interior prácticamente carece de rasgos distintivos.

## Cráteres satélite
Por convención estos elementos son identificados en los mapas lunares poniendo la letra en el lado del punto medio del cráter que está más cercano a Pentland.
|          | \| Pentland \| Coordenadas \| Diámetro \| \| -------- \| ----------------------------- \| -------- \| \| A \| 67°24′S 13°30′E / -67.4, 13.5 \| 44 km \| \| B \| 66°12′S 14°06′E / -66.2, 14.1 \| 30 km \| \| C \| 65°00′S 16°18′E / -65.0, 16.3 \| 37 km \| \| D \| 63°12′S 14°06′E / -63.2, 14.1 \| 35 km \| \| Da \| 62°54′S 14°18′E / -62.9, 14.3 \| 54 km \| \| E \| 67°54′S 13°24′E / -67.9, 13.4 \| 11 km \| \| F \| 62°06′S 11°18′E / -62.1, 11.3 \| 12 km \| \| J \| 64°24′S 14°36′E / -64.4, 14.6 \| 9 km \| \| K \| 66°42′S 17°42′E / -66.7, 17.7 \| 12 km \| \| L \| 65°36′S 17°48′E / -65.6, 17.8 \| 2 km \| \| M \| 64°30′S 17°12′E / -64.5, 17.2 \| 7 km \| \| N \| 63°30′S 17°12′E / -63.5, 17.2 \| 25 km \| \| O \| 63°00′S 18°18′E / -63.0, 18.3 \| 15 km \| \| P \| 67°42′S 14°30′E / -67.7, 14.5 \| 8 km \| |          |
| Pentland | Coordenadas | Diámetro |
| A        | 67°24′S 13°30′E / -67.4, 13.5 | 44 km    |
| B        | 66°12′S 14°06′E / -66.2, 14.1 | 30 km    |
| C        | 65°00′S 16°18′E / -65.0, 16.3 | 37 km    |
| D        | 63°12′S 14°06′E / -63.2, 14.1 | 35 km    |
| Da       | 62°54′S 14°18′E / -62.9, 14.3 | 54 km    |
| E        | 67°54′S 13°24′E / -67.9, 13.4 | 11 km    |
| F        | 62°06′S 11°18′E / -62.1, 11.3 | 12 km    |
| J        | 64°24′S 14°36′E / -64.4, 14.6 | 9 km     |
| K        | 66°42′S 17°42′E / -66.7, 17.7 | 12 km    |
| L        | 65°36′S 17°48′E / -65.6, 17.8 | 2 km     |
| M        | 64°30′S 17°12′E / -64.5, 17.2 | 7 km     |
| N        | 63°30′S 17°12′E / -63.5, 17.2 | 25 km    |
| O        | 63°00′S 18°18′E / -63.0, 18.3 | 15 km    |
| P        | 67°42′S 14°30′E / -67.7, 14.5 | 8 km     |